# Zaleski (Ohio)
Zaleski è un villaggio degli Stati Uniti d'America, situato nello stato dell'Ohio, nella contea di Vinton.